# Boitumelo Masilo
Boitumelo Masilo (né le 25 août 1995 à Selebi-Phikwe) est un athlète botswanais, spécialiste du 800 mètres.

## Biographie
Il représente le Botswana sur 800 mètres lors des Jeux Olympiques d'été de 2016.
En 2022 il établit un record personnel à 1 min 45 s 74, ce qui le place au deuxième rang botswanais, derrière Nijel Amos.
En 2023 il bat le record national du 600 mètres, détenu depuis 23 ans par Glody Dube, avec le temps de 1 min 14 s 91.

## Palmarès
| Date | Compétition            | Lieu           | Résultat     | Épreuve   | Marque        |
| ---- | ---------------------- | -------------- | ------------ | --------- | ------------- |
| 2015 | Jeux africains         | Brazzaville    | 8e           | 800 m     | 1 min 52 s 35 |
| 2016 | Championnats d'Afrique | Durban         | 4e           | 800 m     | 1 min 46 s 16 |
| 2016 | Jeux olympiques        | Rio de Janeiro | 35e (séries) | 800 m     | 1 min 48 s 48 |
| 2018 | Championnats d'Afrique | Asaba          | 21e (séries) | 800 m     | 1 min 49 s 97 |
| 2019 | Jeux africains         | Rabat          | 18e (séries) | 800 m     | 1 min 50 s 89 |
| 2021 | Relais mondiaux        | Chorzów        | 3e           | 4×400 m   | 3 min 4 s 77  |
| 2022 | Jeux du Commonwealth   | Birmingham     | 8e           | 800 m     | 1 min 49 s 35 |
| 2024 | Jeux africains         | Accra          | 2e           | 4 × 400 m | 2 min 59 s 32 |
| 2024 | Championnats d'Afrique | Douala         | 1er          | 4 × 400 m | 3 min 2 s 23  |

## Records
| Épreuve | Épreuve   | Performance   | Lieu       | Date         |
| ------- | --------- | ------------- | ---------- | ------------ |
| 400 m   | Plein air | 45 s 50       | Gaborone   | 17 mai 2024  |
| 800 m   | Plein air | 1 min 45 s 74 | Wageningen | 24 juin 2022 |